# Freez
Deniz Wittebol, beter bekend onder zijn artiestennaam Freez, is een Nederlandstalige zanger/rapper uit Nieuwegein.

## Biografie
Freez debuteerde in 2010 met de door G-funk geïnspireerde track Kaapstad, een samenwerking met Sticks die op het album Fakkelteitgroep Vol. 2 belandde. Een jaar later, in 2011, bracht hij samen met producer Henning zijn EP 8.6ies uit, waar Sticks wederom een bijdrage aan leverde op de tracks Tevreden met een beetje en .6.

### 2014: DebuutLes Demoiselles
Na een aantal jaren stilte bracht Freez in 2014 zijn debuutplaat Les Demoiselles uit. Dit album maakte Freez in samenwerking met de Zwolse producer A.R.T, de artiestennaam van Ali Reza Tahoeni. Op dit album zijn naast Sticks ook Rico en Typhoon aanwezig.

### 2022:Parachute
Samen met de Zwolse producer Rob Peters bracht Freez in 2022 zijn vervolgalbum uit, genaamd Parachute. Op dit album leveren Typhoon en Sticks wederom een bijdrage. Ook Gerson Main is op dit album te horen.

### Overig werk
Freez is in de loop van de jaren verschillende samenwerkingen aangegaan in diverse genres. Zo is hij te horen op de nummers Alles is gezegend en Ala Day van Typhoon. Ook heeft Freez bijdrage geleverd aan verschillende albums van Sticks. Ook is hij tweemaal te horen op het album IZM, een samenwerking van Rico, Sticks en Kubus. Naast hiphop is Freez in 2014 een samenwerking aangegaan met zijn plaatsgenoot Spinvis. Ook heeft Freez meerdere nummers opgenomen met de Surinaams-Amsterdamse singer-songwriter Gerson Main en de Engelse popzangeres Sophia Mason.

## Discografie

### EP's
- 2011: - 8.6ies

### Albums
- 2014: - Les Demoiselles
- 2022: - Parachute